# کلاینوشتایم
کلاینوشتایم (به آلمانی: Kleinostheim) یک شهر در آلمان است که در آشافنبورگ واقع شده‌است. کلاینوشتایم ۸٬۲۷۸ نفر جمعیت دارد.

## خواهرخوانده
شهر Bassens خواهرخواندهٔ کلاینوشتایم هست.